# Фрі-Юніон (Вірджинія)
Фрі-Юніон (англ. Free Union) — переписна місцевість (CDP) в США, в окрузі Албемарл штату Вірджинія. Населення — 187 осіб (2020).

## Географія
Фрі-Юніон розташоване за координатами 38°9′12″ пн. ш. 78°33′32″ зх. д. / 38.15333° пн. ш. 78.55889° зх. д. (38.153304, -78.558872).  За даними Бюро перепису населення США в 2010 році переписна місцевість мала площу 5,19 км², з яких 5,18 км² — суходіл та 0,01 км² — водойми.

### Клімат
| Клімат : Фрі-Юніон    | Клімат : Фрі-Юніон | Клімат : Фрі-Юніон | Клімат : Фрі-Юніон | Клімат : Фрі-Юніон | Клімат : Фрі-Юніон | Клімат : Фрі-Юніон | Клімат : Фрі-Юніон | Клімат : Фрі-Юніон | Клімат : Фрі-Юніон | Клімат : Фрі-Юніон | Клімат : Фрі-Юніон | Клімат : Фрі-Юніон | Клімат : Фрі-Юніон |
| Показник              | Січ.               | Лют.               | Бер.               | Квіт.              | Трав.              | Черв.              | Лип.               | Серп.              | Вер.               | Жовт.              | Лист.              | Груд.              | Рік                |
| Середній максимум, °C | 6,1                | 7,8                | 15,6               | 22,2               | 24,4               | 27,8               | 27,2               | 29,4               | 24,4               | 21,1               | 15,0               | 7,8                | 18,9               |
| Середній мінімум, °C  | −5,6               | −5,6               | 0,6                | 5,6                | 10,6               | 15,6               | 16,1               | 17,2               | 13,3               | 7,2                | 0,6                | −3,3               | 6,1                |
| Норма опадів, мм      | 76                 | 74                 | 91                 | 79                 | 104                | 97                 | 127                | 109                | 107                | 89                 | 89                 | 76                 | 1118               |
| --------------------- | ------------------ | ------------------ | ------------------ | ------------------ | ------------------ | ------------------ | ------------------ | ------------------ | ------------------ | ------------------ | ------------------ | ------------------ | ------------------ |
| Джерело: Weatherbase  |                    |                    |                    |                    |                    |                    |                    |                    |                    |                    |                    |                    |                    |

## Демографія
Згідно з переписом 2010 року, у переписній місцевості мешкали 193 особи в 74 домогосподарствах у складі 55 родин. Густота населення становила 37 осіб/км².  Було 82 помешкання (16/км²).
Расовий склад населення:
| - 92,2 % — білих - 1,0 % — корінних американців - 0,5 % — чорних або афроамериканців - 0,5 % — азіатів - 2,1 % — осіб інших рас |

До двох чи більше рас належало 3,6 %. Частка іспаномовних становила 2,1 % від усіх жителів.
За віковим діапазоном населення розподілялося таким чином: 24,4 % — особи молодші 18 років, 58,5 % — особи у віці 18—64 років, 17,1 % — особи у віці 65 років та старші. Медіана віку мешканця становила 45,5 року. На 100 осіб жіночої статі у переписній місцевості припадало 101,0 чоловіків;  на 100 жінок у віці від 18 років та старших — 102,8 чоловіків також старших 18 років.
Середній дохід на одне домашнє господарство  становив 87 208 доларів США (медіана — 82 159), а середній дохід на одну сім'ю — 91 095 доларів (медіана — 68 182). За межею бідності перебувало 8,9 % осіб, у тому числі 0,0 % дітей у віці до 18 років та 14,5 % осіб у віці 65 років та старших.
Цивільне працевлаштоване населення становило 183 особи. Основні галузі зайнятості: роздрібна торгівля — 46,4 %, освіта, охорона здоров'я та соціальна допомога — 17,5 %, фінанси, страхування та нерухомість — 10,4 %, мистецтво, розваги та відпочинок — 8,2 %.